# Фомин, Макар Алексеевич
Макар Алексеевич Фомин (род. 17 декабря 2006, Вологда) — российский хоккеист, защитник.

## Биография
Хоккеем начал заниматься в 17 лет. Воспитанник «Северстали». Сначала играл то защитником, то нападающим, с 17 лет — полностью в защите. Дебютировал в команде МХЛ «Алмаз» в 2022 году в возрасте 17лет. С сезона 2024/25 КХЛ занял место в первом звене «Северстали».